# Athalarik keleti gót király
Athalarik (516 vagy 517 – 534. október 2.) keleti gót király 526-tól haláláig.

## Élete
Mint anyai nagyapja, Nagy Theuderik trónörököseként uralkodott.[forrás?] Eutharich (480–522) és Amalasuintha (496–535) fia volt. Mivel még túl fiatal volt, helyette anyja, Amalasuintha kormányozta a királyságot. Nem tűrvén a női kormányzást, sem a gyermek római neveltetését, valamint Amalasuintha túlzott szolgálatkészségét Bizánc irányába és engedékenységét a római lakosság felé, az osztrogót nemesség elragadta anyjától a gyermek Athalarikot és a gót hagyományok szerint kezdte nevelni a fiút. Athalarik ezt nem bírta elviselni és meghalt[forrás?]. Más források kicsapongó életmódját említik meg. Ekkor Amalasuintha meg akarván tartani hatalmát nőül ment Theodahadhoz, a toszkán grófhoz, aki egyben a gót nemzeti párt egyik vezére is volt. Házasságkötésük ellenére Theodahad száműzte Amalasuinthát a Bolsenai-tó egyik szigetére, ahol az lemondott a királyságról[forrás?].

## Egyéb
- Athalarik király pénzérméi

## Fordítás
- Ez a szócikk részben vagy egészben  az   Atalarico című spanyol Wikipédia-szócikk fordításán alapul.  Az eredeti cikk szerkesztőit annak laptörténete sorolja fel. Ez a jelzés csupán a megfogalmazás eredetét és a szerzői jogokat jelzi, nem szolgál a cikkben szereplő információk forrásmegjelöléseként.